# Matériau synthétique
Pour les articles homonymes, voir matériau (homonymie).
Les matières premières utilisées pour la production des matériaux synthétiques sont issues de la nature, comme le pétrole. Cependant, les matériaux synthétiques sont créés par le génie de l'Homme, à partir de procédés chimiques, ce qui les différencie des autres matériaux.
Les matériaux synthétiques les plus connus sont les matières plastiques, issues de polymères.
Le plus ancien matériau synthétique connu est le brai de bouleaux inventé par les Néandertaliens.